# Johann Franz Encke
Ne doit pas être confondu avec Karl Ludwig Hencke.
Johann Franz Encke, né le 23 septembre 1791 à Hambourg et mort le 26 août 1865 à Spandau (aujourd'hui Berlin), est un astronome allemand.

## Biographie
Fils d'August Johann Michael Encke (de), Encke étudia les mathématiques et l'astronomie à partir de 1811 à l'Université de Göttingen avec Carl Friedrich Gauss ; mais il s'enrôla dans la Légion hanséatique lors de la campagne 1813-1814, et devint lieutenant d'artillerie dans l'armée prussienne en 1815. De retour à Göttingen en 1816, il fut tout d'abord engagé par Bernhard von Lindenau comme assistant à l'observatoire de Seeberg situé près de Gotha.
En 1824, Encke épousa Amalie Becker (1787-1879), fille d'un libraire. Ils eurent trois fils et deux filles.

## Découverte de la comète d'Encke
À Göttingen, en 1816, où il fut engagé par Bernhard von Lindenau comme assistant à l'observatoire de Seeberg, il acheva son étude de la comète de 1680, pour laquelle il reçut le prix Cotta en 1817 ; il prédit correctement une période de 71 ans pour la comète de 1812. Cette comète est maintenant appelée 12P/Pons-Brooks.
À la suite d'une suggestion de Jean-Louis Pons, qui suspectait qu'une des 3 comètes découvertes en 1818 était la même que celle déjà découverte par lui en 1805, Encke commença à calculer les éléments orbitaux de cette comète. À cette époque, toutes les comètes connues possédaient une période orbitale de 70 ans ou plus, pour laquelle l'aphélie est située bien au-delà de l'orbite d'Uranus. La plus célèbre comète de cette famille était la comète de Halley, avec une période 76 ans. Par conséquent, l'orbite de la comète découverte par Pons fit sensation, parce que son orbite avait une période de 3,3 ans, et donc l'aphélie était situé à l'intérieur de l'orbite de Jupiter. Encke prédit son retour en 1822, mais ce retour n'était observable que dans l'hémisphère Sud et elle fut observée par K. Ruemker en Australie. La comète fut aussi associée à celle vue par Pierre Méchain en 1786 et par Caroline Herschel en 1795.
Encke envoya ses calculs sous forme d'une note à Gauss, à Olbers et à Bessel. Son ancien professeur de mathématiques publia cette note et Encke devint célèbre en tant que découvreur des comètes à courte période. Le premier objet de cette famille, la comète de Encke, fut baptisé d'après son nom et est donc une des rares comètes qui n'est pas baptisée d'après le nom du découvreur, mais d'après le nom de celui qui calcula l'orbite. Plus tard, cette comète fut identifiée comme étant à l'origine des pluies de météorites des Taurides.

## Calcul d'une parallaxe solaire de référence
L'importance de la prédiction du retour basée sur le calcul faite par Encke fut récompensée par la Royal Astronomical Society de Londres qui lui remit sa médaille d'or en 1824. 
Il publia 8 traités magistraux sur ses mouvements dans le Berlin Abhandlungen (1829-1859). À la suite de vives discussions sur les transits de Vénus en 1761 et en 1769, il calcula (1822-1824) une parallaxe solaire de 8,57 secondes d'arc, valeur longtemps considérée comme une référence.

## Directeur de l'observatoire de Berlin
En 1822, il devint directeur de l'observatoire de Seeberg, et en 1825 il fut promu à un poste équivalent à Berlin, où un nouvel observatoire, construit sous sa surveillance et avec le soutien de Alexander von Humboldt et du roi de Prusse Frédéric-Guillaume III, fut inauguré en 1835. Encke fut nommé directeur de ce nouvel observatoire.
Il dirigea la préparation des cartes stellaires de l'Académie de Berlin (1830-1859), éditées à partir de 1830 et améliora grandement le Astronomisches Jahrbuch, et publia 4 volumes des Astronomische Beobachtungen de l'observatoire de Berlin (1840-1857). À la même époque, Encke participa à la découverte et à la détermination des paramètres orbitaux d'autres comètes à courte période et d'astéroïdes. En 1837, Encke découvrit un espace vide d'environ 325 kilomètres à l'intérieur de l'anneau A de Saturne, connu sous le nom de division d'Encke.
En 1844, Encke devint professeur d'astronomie à Berlin. Il accomplit beaucoup de travail pour faciliter le calcul des mouvements des astéroïdes. Dans ce but, il exposa en 1849 à l'Académie de Berlin une méthode de détermination d'une orbite elliptique à partir de 3 observations, et communiqua à cette institution en 1851 une nouvelle méthode de calcul des perturbations planétaires au moyen de coordonnées rectangulaires (réédité dans W. Ostwald's Klassiker der exacten Wissenschaften, no 141, 1903).
Encke visita l'Angleterre en 1840. Un début de maladie cérébrale le contraignit à se retirer de la vie officielle en novembre 1863. Il demeura cependant directeur de l'observatoire de Berlin jusqu'à sa mort le 26 août 1865 à Spandau. Son successeur fut Wilhelm Julius Foerster (1832-1921).
Il contribua également de façon importante aux revues d'astronomie.
Johann Franz Encke est devenu membre de la Royal Society le 9 juin 1825.

## Fréquentation du club d'échecs de Berlin
Il fréquente le club d'échecs de Berlin, le tout premier club d'échecs berlinois et prussien, fondé par le sculpteur Johann Gottfried Schadow en 1803. Ce club élitiste n'acceptait que des membres issus de l'élite intellectuelle et sociale de la ville.

## Distinctions
- Par deux fois, en 1824 et en 1830, récipiendaire de la Médaille d'or de la Royal Astronomical Society.
- Le cratère Encke (en) sur la Lune porte son nom.
- L'astéroïde (9134) Encke porte son nom.